# Strumigenys margaritae
Strumigenys margaritae (лат.) — вид мелких муравьёв из трибы Dacetini (подсемейство Myrmicinae). Центральная и Южная Америка, а также США.

## Распространение
Центральная Америка (Мексика, Гватемала, Гондурас, Коста-Рика, Никарагуа, Панама, Сальвадор) и Южная Америка (Венесуэла, Колумбия, Суринам), острова Карибского бассейна (Ангилья, Антильские острова, Барбадос, Барбуда, Гренада, Невис, Пуэрто-Рико, Тринидад и Тобаго). Северная Америка: США (Алабама, Джорджия, Луизиана, Миссисипи, Техас, Флорида).

## Описание
Мелкие дацетиновые муравьи, обитающие в тропических лесах. Длина желтовато-коричневого тела около 2 мм. Голова треугольной формы вытянутая острым концом вперёд. Мандибулы сравнительно короткие с тремя зубцами вдоль внутреннего края. Фасеточные глаза относительно крупные для этого рода (что предполагает более древесный, чем наземный образ жизни вида). Грудь по бокам с ячеисто-пунктированной скульптурой. Шипы заднегрудки острые, направленные назад и немного вверх. Губчатая структура на петиоле и в основании брюшка отсутствует. Первый брюшной тергит с грубой зернистой шагреневой скульптурой. Инвазивный хищный вид, охотящийся на мелкие виды почвенных членистоногих. Имеющий, предположительно неотропическое происхождение, Strumigenys margaritae с помощью человеческой коммерции был завезён в Северную Америку (Мексика и США). Замечено, что инвазивные популяции муравьёв (включая и Strumigenys margaritae) имеют более мелкий средний размер своих рабочих особей, чем аборигенные нативные виды (McGlynn 1999).
На острове Тринидад рабочие особи S. margaritae наблюдались вместе с фуражирующими муравьями другого инвазивного массового вида Wasmannia auropunctata (Roger, 1863), часто доминирующего в Неотропических муравьиных ассоциациях, что говорит о возможном их мирном сосуществовании. В Коста-Рике отмечено посещение муравьями S. margaritae внецветковых нектарников страстоцвета Passiflora pittieri Mast. (Passifloraceae).
Вид был впервые описан в 1893 году швейцарским мирмекологом Огюстом Анри Форелем (Auguste-Henri Forel, 1848—1931) и в разные годы включался также в роды Pyramica (под именем Pyramica margaritae в 1999—2007 гг) или Smithistruma (под именем Smithistruma margaritae). Близок к видам S. epinotalis и S. subnuda из видовой группы Strumigenys schulzi species group, к которой он и сам относится.

Вид сбоку
Вид сверху